# Lista de deputados estaduais de Tocantins da 3.ª legislatura
Essa é uma lista de deputados estaduais do Tocantins eleitos para o período 1995-1999.

## Composição das bancadas
| Partido | Líder                 | Bancada | Posição  |
| ------- | --------------------- | ------- | -------- |
| PPR     | Hélcio Sampaio        | 9 / 24  | Governo  |
| PMDB    | Nânio Tadeu Gonçalves | 9 / 24  | Oposição |
| PFL     | Otoniel Andrade Costa | 5 / 24  | Governo  |
| PP      | Everaldo Barros       | 1 / 24  | Governo  |

## Deputados estaduais
| Número | Deputados estaduais eleitos   | Partido | Votação | Percentual | Cidade onde nasceu    | Unidade federativa |
| 25111  | Otoniel Andrade Costa         | PFL     | 9.862   | 2,93%      | Brejinho de Nazaré    | Tocantins          |
| 11119  | Cacildo Vasconcelos           | PPR     | 8.927   | 2,65%      | Ipameri               | Goiás              |
| 25112  | Raul Filho                    | PFL     | 8.297   | 2,46%      | Gilbués               | Piauí              |
| 15135  | Marcelo Miranda               | PMDB    | 7.712   | 2,29%      | Goiânia               | Goiás              |
| 11111  | Laurez da Rocha Moreira       | PPR     | 7.709   | 2,29%      | Dueré                 | Tocantins          |
| 11110  | Antônio Carlos de Carvalho    | PPR     | 7.465   | 2,22%      | Colinas do Tocantins  | Tocantins          |
| 25110  | Félix Valuar de Sousa Barros  | PFL     | 7.215   | 2,14%      | São Félix de Balsas   | Maranhão           |
| 11122  | Fabion Gomes de Sousa         | PPR     | 7.174   | 2,13%      | Tocantinópolis        | Tocantins          |
| 25115  | Raimundo Moreira de Araújo    | PFL     | 7.127   | 2,12%      | Nazaré                | Tocantins          |
| 11177  | Hélcio Santana Sampaio        | PPR     | 7.057   | 2,10%      | Brejo Santo           | Ceará              |
| 11105  | Geraldo Vaz da Silva          | PPR     | 6.976   | 2,07%      | São Gonçalo do Abaeté | Minas Gerais       |
| 11104  | Francisco Osvaldo Mendes Mota | PPR     | 6.777   | 2,01%      | Campos Sales          | Ceará              |
| 15119  | Nânio Tadeu Gonçalves         | PMDB    | 6.478   | 1,92%      | Dianópolis            | Tocantins          |
| 15113  | Manoel Alencar Neto           | PMDB    | 6.461   | 1,92%      | Filadélfia            | Tocantins          |
| 39110  | José Everaldo Lopes Barros    | PP      | 6.156   | 1,83%      | Grajaú                | Maranhão           |
| 11106  | Carlos Roberto Braga do Carmo | PPR     | 5.747   | 1,71%      | Mairipotaba           | Goiás              |
| 25105  | João Renildo de Queiroz       | PFL     | 5.720   | 1,70%      | Tocantinópolis        | Tocantins          |
| 11112  | Gismar Gomes                  | PPR     | 5.334   | 1,58%      | Anápolis              | Goiás              |
| 15133  | Hider Alencar                 | PMDB    | 5.323   | 1,58%      | Tupirama              | Tocantins          |
| 15130  | Deusdet Oliveira Barros       | PMDB    | 5.196   | 1,54%      | Porto Nacional        | Tocantins          |
| 15109  | Joaquim de Sena Balduino      | PMDB    | 5.131   | 1,52%      | Arraias               | Tocantins          |
| 15111  | José Augusto Pugliesi Tavares | PMDB    | 4.783   | 1,42%      | Goiânia               | Goiás              |
| 15102  | Onofre Marques de Melo        | PMDB    | 4.550   | 1,35%      | Araguaína             | Tocantins          |
| 15105  | Longuimar Soares Barros       | PMDB    | 4.546   | 1,35%      | Gurupi                | Tocantins          |